# Condé-Northen
Condé-Northen település Franciaországban, Moselle megyében. Lakosainak száma 722 fő (2022. január 1.). Condé-Northen Charleville-sous-Bois, Courcelles-Chaussy, Les Étangs, Hayes, Helstroff, Hinckange, Varize és Volmerange-lès-Boulay községekkel határos.

## Népesség
A település népességének változása:
| Lakosok száma | 267  | 534  | 507  | 558  | 651  | 661  | 678  | 691  | 692  | 722  |
|               | 1968 | 1982 | 1990 | 2006 | 2013 | 2015 | 2017 | 2019 | 2020 | 2022 |